# Schubert Gusztáv
Schubert Gusztáv (Sztálinváros, 1955. december 3. – 2024. június 11.) Balázs Béla-díjas (1999) magyar filmkritikus, szakíró, tanár.

## Életpályája
1975–1980 között az ELTE Bölcsészettudományi Karának magyar-történelem szakos hallgatója volt. 1980–1985 között magántanárként irodalmat tanított. 1981 óta publikál. 
1986 óta a Filmvilág rovatvezetője, 1998 óta főszerkesztő-helyettese, 2010 óta főszerkesztője volt.

## Művei
- 88 és 1/2 híres film (társszerző, 1996)
- 27. Magyar Filmszemle. Budapest, 1996. február 9-13.; szerk. Schubert Gusztáv; s.n., 1996, Budapest
- Képeltérítők. Ezredvégi rémálmaink; Filmvilág Könyvek, Budapest, 2010
- Makk Károly retrospektív. 2013. szeptember 28–november 3.; Paksi Képtár, Paks, 2013